# Акой (Нідерланди)
Акой (нід. Acquoy, нід. вимова: [ˈɑkoːi̯]) — село в нідерландській провінції Гелдерланд. Входить до муніципалітету Вест-Бетюве.
Перші згадки про населений пункт датуються 1311-м роком.

## Галерея

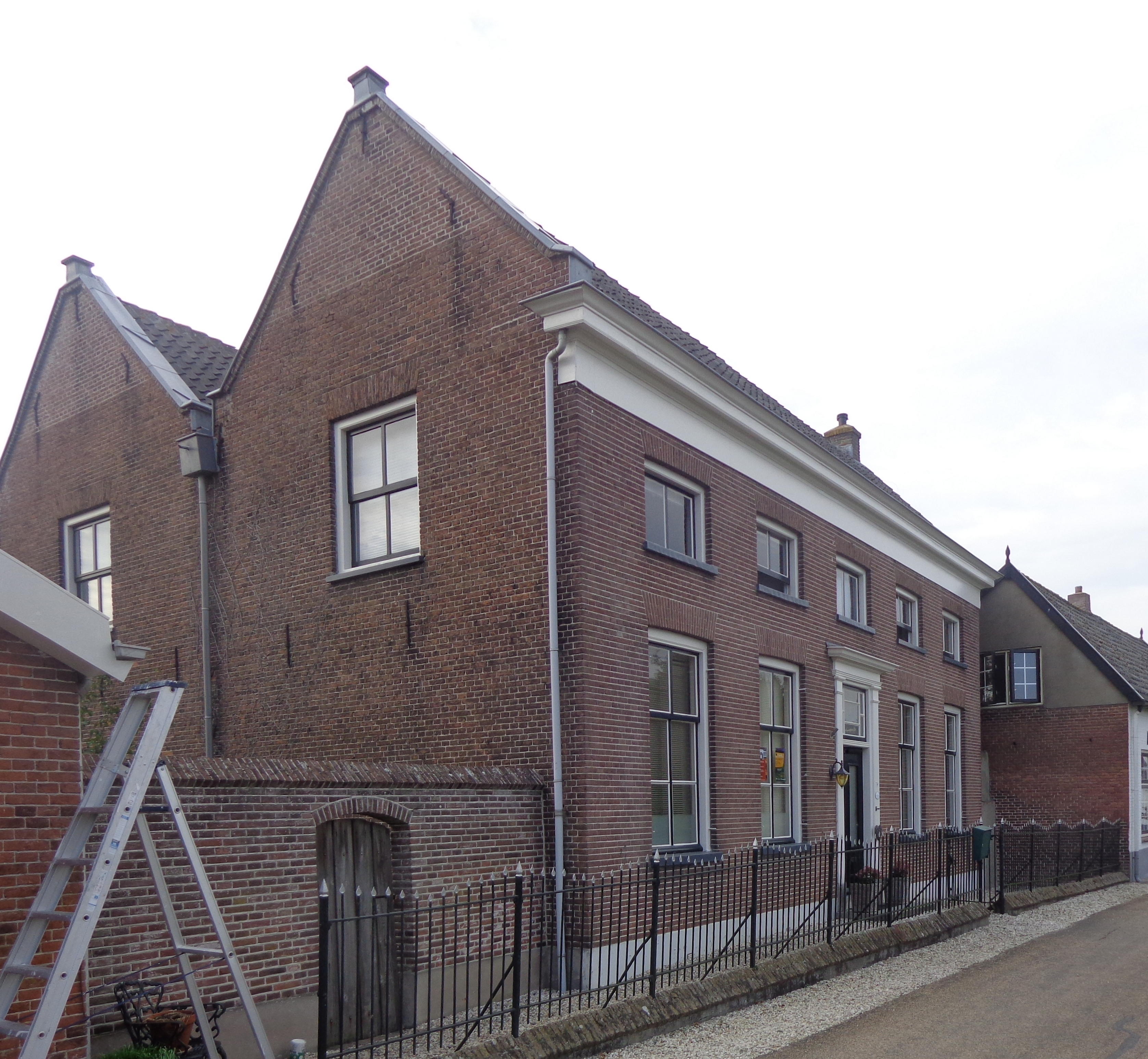
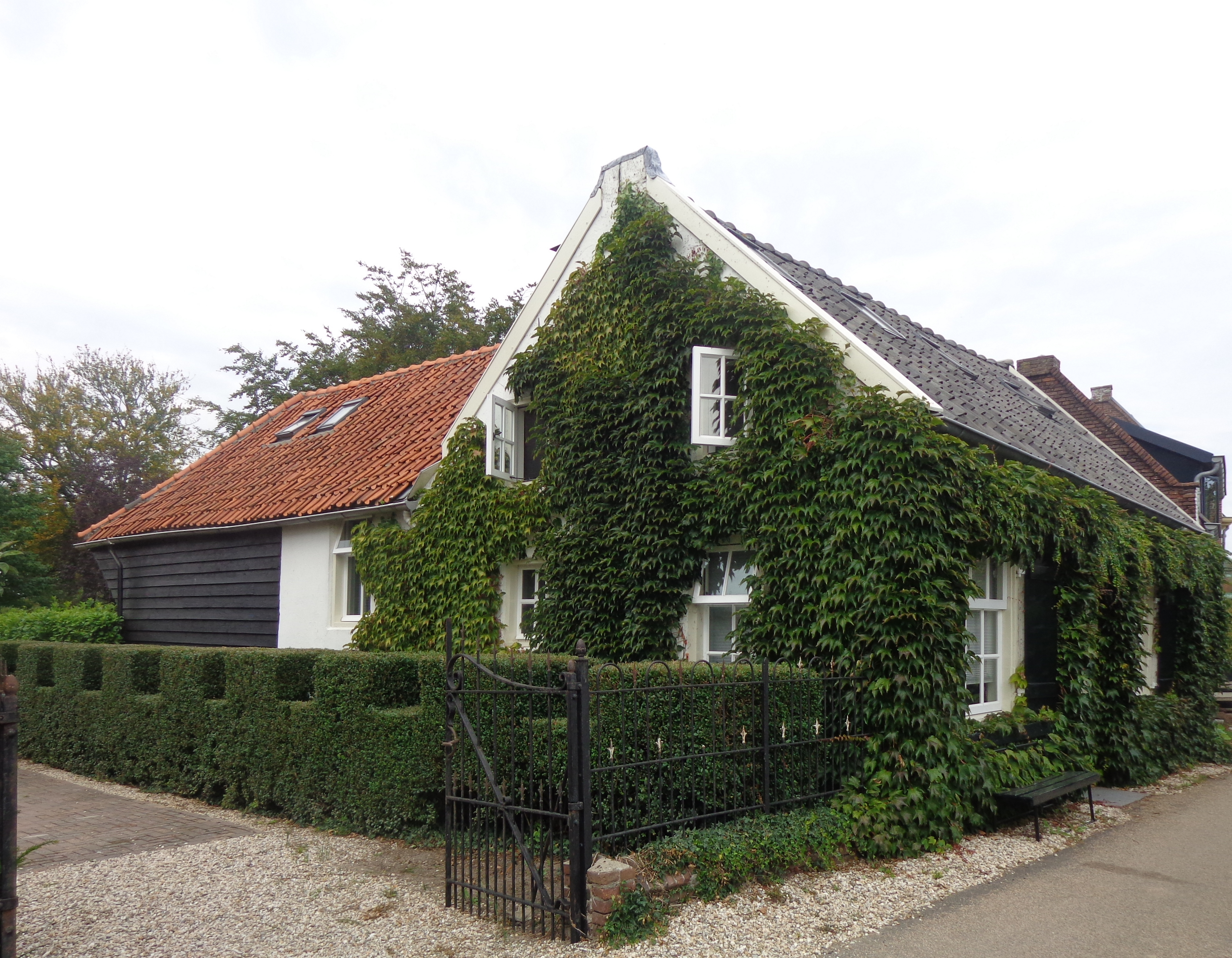
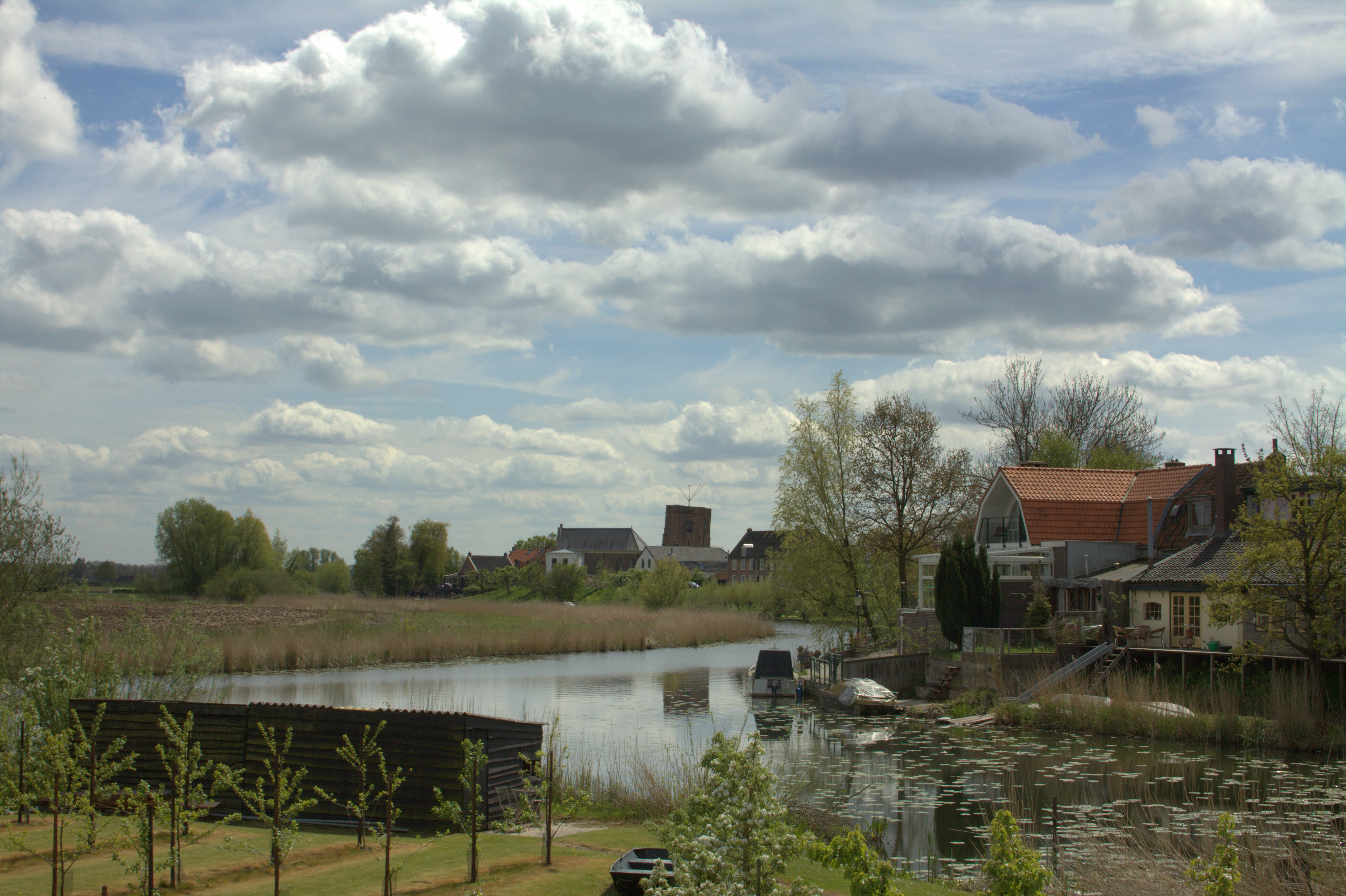
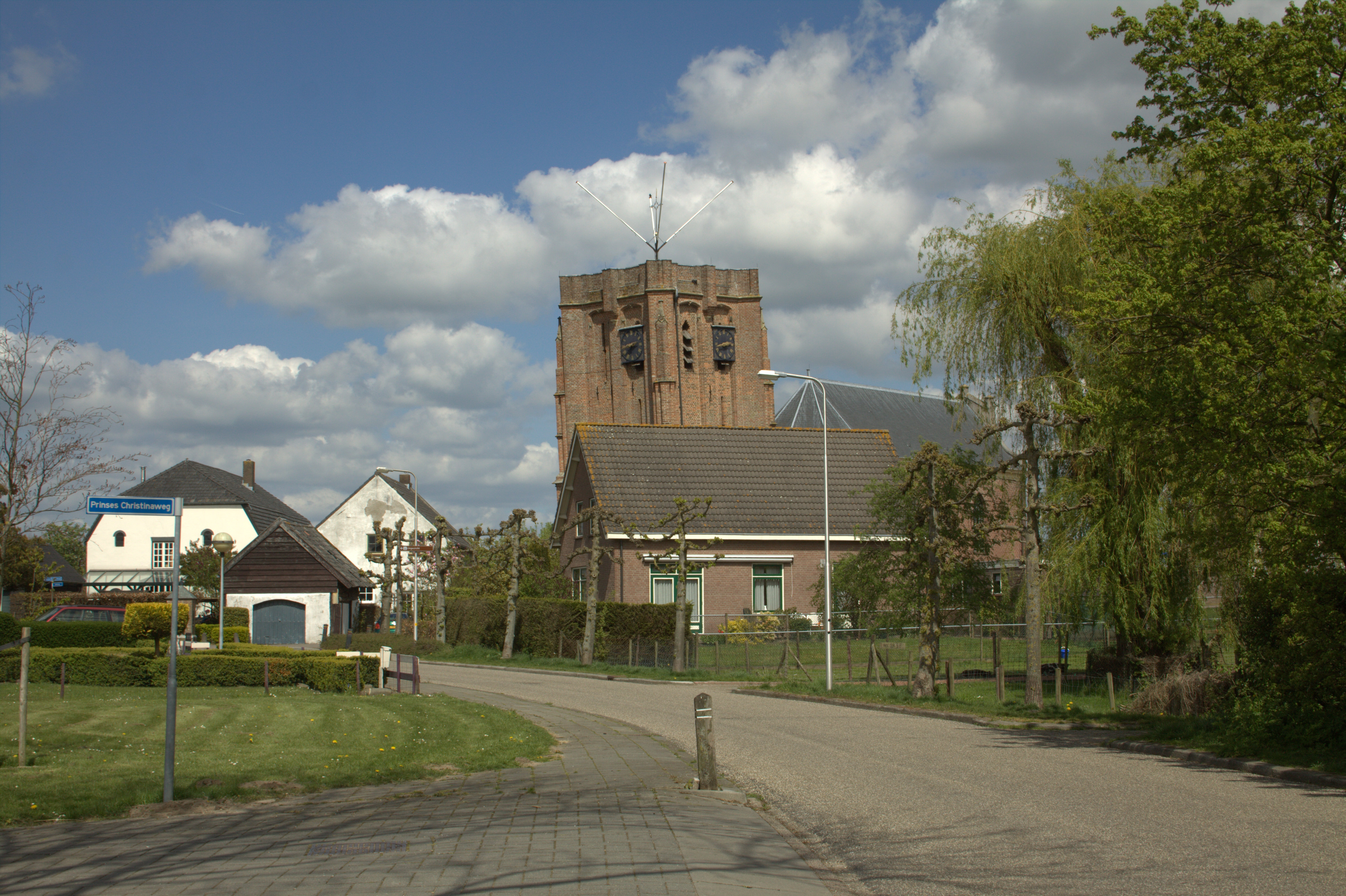